# Komáří vrch (szczyt)
Komáří vrch (niem. Mückenberg) – szczyt w Czechach leżący w Górach Orlickich.

## Położenie
Komáří vrch znajduje się na południowo-wschodnim skraju Grzbietu Kunsztackiego (Kunštátský hřbet), geomorfologicznej części Gór Orlickich – około 7,5 km na północ od Rokytnicy v Orlických horách. Ma dwa wierzchołki. Główny jest na południowym wschodzie, tak samo wysoki północno-zachodni jest oddalony o około 300 m. Pod południowo-wschodnim szczytem znajduje się przełęcz Mezivrší, która oddziela Grzbiet Kunsztacki od Anenskiego. Zarówno szczyt północno-wschodni i południowo-zachodni charakteryzują się znacznymi przewyższeniami i nachyleniami.

## Wody
Komáří vrch należy do zlewiska Dzikiej Orlicy, która płynie pod jego północno-wschodnim szczytem. Potoki wypływające z południowo-zachodniego szczytu są dopływami Říčki, przedłużenia Zdobnicy, która również wpływa do Dzikiej Orlicy.

## Roślinność
Szczytową partię Komářego vrchu pokrywa pierwotna górska buczyna, która jest chroniona w ramach rezerwatu o tej samej nazwie. Niższe partie pokrywają gospodarskie świerczyny. Szczyt należy do terenów Obszaru Chronionego Krajobrazu Góry Orlickie.

## Komunikacja
Przełęczą Mezivrší przechodzi nieutrzymywana w zimie szosa z Říček v Orlických horách do Orlickiego Záhoří. W pobliżu szczytu wiedzie wschodnim stokiem czerwony Szlak Jirásk, zachodnim zaś szlak rowerowy nr 4071. Stoki góry są poprzecinane siecią tras narciarstwa biegowego.

## Budynki
Częścią szczytową przechodziła przed II wojną światową linia umocnień przeciw nazistowskim Niemcom. Znajdują się tu obiekty umocnień lekkich i ciężkich.